# Megalastrum littorale
Megalastrum littorale är en träjonväxtart som beskrevs av R. C. Moran, J.Prado och Labiak. Megalastrum littorale ingår i släktet Megalastrum och familjen Dryopteridaceae. Inga underarter finns listade.